# Timár
Timár is een plaats (község) en gemeente in het Hongaarse comitaat Szabolcs-Szatmár-Bereg. Timár telt 1451 inwoners (2001).